# 布克隆
布克隆（法語：Bouquelon，法語發音：[buklɔ̃]）是法国厄尔省的一个市镇，属于贝尔奈区。

## 地理
布克隆（49°23'46"N, 0°29'29"E）面积11.71 平方千米，位于法国诺曼底大区厄尔省，该省份为法国北部内陆省份，北起滨海塞纳省，西接奧恩省和卡爾瓦多斯省，南至厄尔-卢瓦省，东临瓦兹省、瓦兹河谷省和伊夫林省。
与布克隆接壤的市镇（或旧市镇、城区）包括：富尔贝克、马赖韦尼耶、勒佩雷。

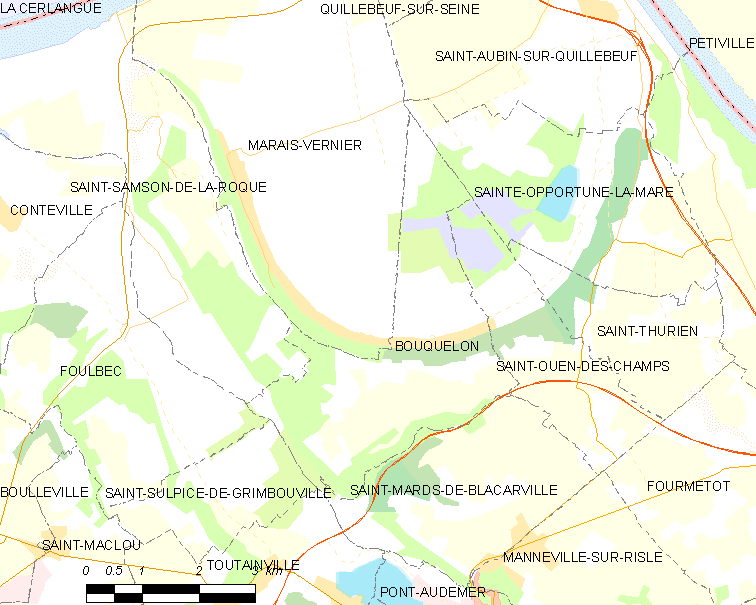
布克隆的OSM定位图

布克隆的时区为UTC+01:00、UTC+02:00（夏令时）。

## 行政
布克隆的邮政编码为27500，INSEE市镇编码为27101。

## 政治
布克隆所属的省级选区为阿沙尔堡县。

## 人口

1962-2008年间布克隆人口变化图示

布克隆于2022年1月1日时的人口数量为489人。